# Barrière de la rotonde de Chartres
La barrière de la rotonde de Chartres, appelée plus simplement barrière de Chartres, est l'une des barrières d'octroi du mur des Fermiers généraux.

## Situation
La barrière de la rotonde de Chartres était installée à l'entrée du parc Monceau sur l'actuelle place de la République-Dominicaine.
Elle était située à 780 mètres de la barrière de Monceau située à l'est et à 600 mètres de la barrière de Courcelles située à l'ouest,.
La rotonde est classée monument historique par arrêté du 24 avril 1907.

## Origine du nom
Dans son Dictionnaire topographique, étymologique et historique des rues de Paris, Jean de La Tynna la décrit ainsi : « C'est une rotonde fort jolie, surmontée d'un dôme ; elle est située vers le milieu du jardin de Monceau et porte le nom du duc de Chartres, devenu duc d'Orléans, qui avait fait planter ce jardin. C'est à tort que cette rotonde est désignée comme barrière, puisque l'on n'y passe pas. »

## Historique
Claude-Nicolas Ledoux fit construire « un bureau d'observation sur la plaine » dite barrière de Chartres (rotonde), pavillon d’octroi entouré d’un péristyle de seize colonnes, dans le cadre de la construction des barrières du mur des Fermiers généraux. Son rez-de-chaussée et son premier étage étaient occupés par les bureaux de la Ferme générale, tandis que le duc disposait de la terrasse supérieure pour jouir de la vue sur son jardin. Les colonnes à fût lisse et le dôme supérieur ont été modifiés en 1861.
La barrière de la rotonde de Chartres n'était donc pas réellement une barrière puisque l'on n'y passait pas; c'était une galanterie de Claude-Nicolas Ledoux envers Philippe-Égalité, propriétaire des lieux.